# Гостилицы
Гости́лицы — деревня в Ломоносовском районе Ленинградской области. Административный центр Гостилицкого сельского поселения, в состав которого входят 7 деревень с населением 4503 человека. Гостилицы также известны под названиями Медвежий конец и Медвежий угол.
В XVIII веке здесь располагалось имение гетмана Кирилла Разумовского, окружённое парком с прудами, гротами, фонтанами. Сохранились стены усадебного дома, хозяйственные сооружения и церковь (действующая). Тут же был дворец императрицы Елизаветы Петровны. После революции 1917 года все помещичьи земли стали владениями совхоза «Красная Балтика».

## История
Впервые упоминаются в Писцовой книге Водской пятины 1500 года как сельцо Гостилици на Ковоши в Покровском Дятелинском погосте Копорского уезда.
Поселение располагалось на Копорской дороге — одном из важнейших древних торговых путей. В кладах, вскрытых в окрестностях деревни Гостилицы в XVIII—XIX веках, были обнаружены монеты разных стран IX—X веков.
После Столбовского мира мыза Гостилицы принадлежала новгородскому дворянину Никите Калитину, получившему в 1620 году шведское дворянство.
Деревня Gostilitza by в Дятелинском погосте упоминается в шведских «Писцовых книгах Ижорской земли» 1618—1623 годов.
Село Gostilitsa обозначено на карте Ингерманландии А. И. Бергенгейма, составленной по шведским материалам 1676 года.
На шведской «Генеральной карте провинции Ингерманландии» 1704 года обозначена мыза Gostilitshof.
В 1721 году Гостилицы получил в подарок от Петра I Б. К. Миних.
В 1720-х годах фельдмаршал Миних построил на вершине горы земляную «потешную крепость», с бастионов которой палили пушки в дни праздников. На холме были построены усадебный дом со службами, речка Гостилка перегорожена плотиной, на ней построена экзотическая мельница и красильный завод. За тот период, когда Миних владел Гостилицами, была создана роскошная усадьба.
Указом от 7 октября 1743 года Гостилицы были подарены А. Г. Разумовскому. Его брат Кирилл дополнительно благоустроил усадьбу, добавив пруды, гроты и фонтаны, часть из которых сохранилась.
Гостилицы любила императрица Елизавета Петровна. Здесь, в гостях у Разумовского она устраивала обеды и ужины, на открытом воздухе или под расшитым золотым тентом. Однажды в конце мая 1748 года императрица Елизавета гостила у Алексея Разумовского в Гостилицах. С ней были Екатерина и Пётр. Утром произошла просадка фундамента дворца усадьбы, и сержант Преображенского полка по фамилии Левашов вынес Екатерину из разрушающейся комнаты. Тогда погибло 16 человек в погребе и люди возле кухонной печи. После этого инцидента были проведены проверки других, давно не ремонтировавшихся дворцов Петербурга и окрестностей.
В середине XVIII века на горе построили колокольню — звон её колоколов был слышен «за десять вёрст». Тогда гора и получила своё название (Колокольня).
Гостилицкой усадьбой владели три поколения Разумовских. Последним владельцем усадьбы был Пётр Кириллович, который с женой Софьей прожил бездетным. Они практически не бывали в усадьбе и жили за границей до начала 1800-х годов.
На карте Санкт-Петербургской губернии Я. Ф. Шмидта 1770 года упоминаются два смежных селения: Гостилицы и Медвежей Конецъ.
На карте Санкт-Петербургской губернии 1792 года А. М. Вильбрехта обозначены смежные мыза и деревня Гостилицкая.
Согласно 6-й ревизии 1811 года мыза Гостилицкая с деревнями принадлежала действительному статскому советнику П. К. Разумовскому.
По смерти графа Петра Кириловича Разумовского Гостилицы в 1824 году купил полковник А. М. Потёмкин. Его жена, Татьяна Борисовна (урожд. кн. Голицына), в своём имении Гостилицы в начале 1820-х годов при участии кузена Трубецкого, состоявшего членом Вольного общества учреждения училищ взаимного обучения, устроила ланкастерскую школу.
Деревня Медвежий Конец или Гостилицы из 86 дворов при имении Потёмкина Гостилицы упоминается на «Топографической карте окрестностей Санкт-Петербурга» Ф. Ф. Шуберта 1831 года.
Согласно 8-й ревизии 1833 года мыза Гостилицы принадлежала полковнику А. М. Потёмкину.

ГОСТИЛИЦЫ — мыза при селе Дятлицы, в оной каменная церковь во имя Святой Троицы, принадлежит полковнику Потёмкину

МЕДВЕЖИЙ КОНЕЦ — деревня принадлежит полковнику Потёмкину, число жителей по ревизии: 297 м. п., 366 ж. п. (1838 год)

В 1844 году деревня Медвежий Конец (Гостилицы) насчитывала 86 дворов.

МЕДВЕЖИЙ КОНЕЦ — деревня тайного советника Потёмкина, по просёлочной дороге, число дворов — 103, число душ — 318 м. п. (1856 год)

В 1860 году село Гостилицы (Медвежий Конец) насчитывало 112 дворов.

ГОСТИЛИЦЫ — мыза владельческая при колодцах, по дороге из Петергофа в село Гостилицы, в 22 верстах от Петергофа, число дворов — 1, число жителей: 41 м. п., 30 ж. п.; 
 Церковь православная. Сельский лазарет. Школа. Фабрика бумажная. 

МЕДВЕЖИЙ КОНЕЦ (ГОСТИЛИЦЫ) — деревня удельная при реке Гостилке и прудах на Гостилицком просёлочном тракте, в 21 версте от Петергофа, число дворов — 95, число жителей: 308 м. п., 346 ж. п.; 
 Волостное правление. Сельское училище. Фабрика соломенно-бумажная. (1862 год)

Позже в Гостилицах были крупные народные восстания, для подавления которых в усадьбу были введены войска.
В 1845 году по проекту А. И. Штакеншнейдера был выстроен каменный дворец в романо-готическом стиле.
В 1873—1884 годах временнообязанные крестьяне деревни выкупили свои земельные наделы у А. М. Потёмкина и стали собственниками земли.

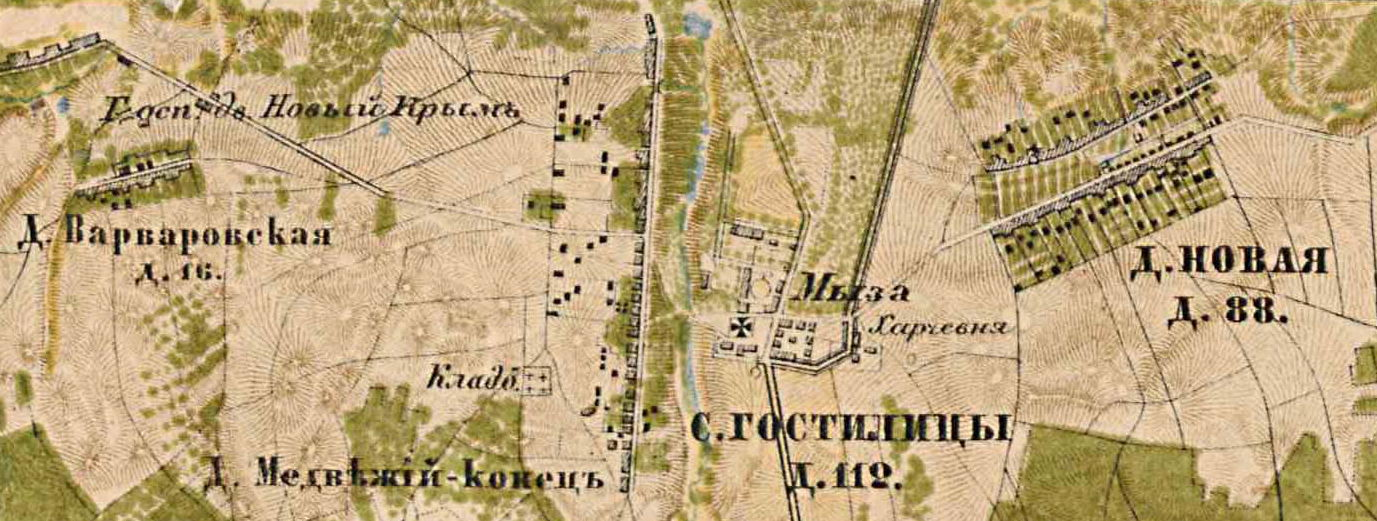
План села Гостилицы с окрестными деревнями. 1885 год

В 1885 году, согласно карте окрестностей Петербурга, село Гостилицы насчитывало 112 дворов. Сборник же Центрального статистического комитета описывал село так:

ГОСТИЛИЦЫ (МЕДВЕЖИЙ КОНЕЦ) — село бывшее владельческое, дворов — 110, жителей — 562; волостное правление (до уездного города 20 вёрст), церковь православная, часовня, становая квартира, богадельня, школа, 4 лавки, почтовая станция. (1885 год)

Согласно материалам по статистике народного хозяйства Петергофского уезда 1887 года мыза Гостилицы площадью 7199 десятин принадлежала племяннику известного русского путешественника и государственного деятеля Фердинанда Петровича Врангеля, барону Фридриху Вильгельму Врангелю (Федору Егоровичу) из дома Лагена, она была приобретена в 1885 году за 190 000 рублей. Охоту, «завод для выделки древесной массы» и водяную мельницу с крупорушкой, хозяин сдавал в аренду.
В конце XIX — начале XX века Гостилицы административно относились к 1-му стану Петергофского уезда Санкт-Петербургской губернии, а Гостилицы (Медвежий Конец) ко 2-му стану.
В 1900—1903 годах в школе села Гостилицы преподавала Зинаида Васильевна Коноплянникова, участница революционного движения в России, член партии эсеров.
В 1902 году изделия кустарей Гостилицкой волости были выставлены на Всероссийской кустарно-промышленной выставке в Таврическом дворце от Петергофской земской управы.
По данным «Памятной книжки Санкт-Петербургской губернии» за 1905 год в селе Гостилицы жил полицейский урядник, а мыза Гостилицы площадью 6108 десятин принадлежала инженеру Карлу Фёдоровичу Сименсу.
К 1913 году количество дворов в селе увеличилось до 113.
В Гостилицах до революции был только один фельдшер, лечивший многих жителей окрестных деревень. В трёхклассной школе учились главным образом дети купцов.
В 1918 году по прямому указанию В. И. Ленина на территории помещичьего имения был организован совхоз «Красная Балтика». Кроме земледелия совхоз имел крупные форелеводческие хозяйства, созданные в прудах усадьбы.
Важным событием в судьбе Гостилиц стали бои за Петроград во время наступления Северо-Западной армии под командованием генерала Н. Н. Юденича. В память о кровопролитных боях в Гостилицах Советской властью был установлен обелиск. На нём нанесена надпись: «Вечная слава павшим в боях за Советскую Родину в 1919 г.»
С 1917 по 1923 год село Гостилицы входило в состав Гостилицкого сельсовета Гостилицкой волости Петергофского уезда.
С 1923 года входило в состав Троцкого уезда.
Согласно данным переписи населения СССР 1926 года в селе Гостилицы проживали 545 человек — большинство русские, а также эстонцы, финны, поляки и латыши. Ещё 83 человека проживали в совхозе «Гостилицы» и 5 человек — в больнице при селе Гостилицы.
С 1927 года находится в составе Ораниенбаумского района (ныне Ломоносовский).
В 1928 году население села Гостилицы также составляло 545 человек.
По данным 1933 года село Гостилицы было административным центром Гостилицкого сельсовета Ораниенбаумского района, в который входили 9 населённых пунктов: сёла Варваровское и Гостилицы, деревни Зрекино, Коровино, Новая, Перелесье, Петровское, Порожки и посёлок Копыловка, общей численностью населения 1807 человек.
По данным 1936 года в Гостилицкий сельсовет входили 7 населённых пунктов, 435 хозяйств и 7 колхозов.

План села Гостилицы. 1939 год

Согласно топографической карте 1939 года село насчитывало 106 крестьянских дворов, в селе размещались почта и сельсовет.
Осенью 1941 года вермахт превратил удобную для обороны местность у деревни Порожки в мощный опорный пункт на перекрёстке дорог. Советские войска неоднократно предпринимали попытки возвратить деревню. Во время одной из таких операций (11 февраля 1942 года) командир взвода лейтенант Пётр Зубков, обеспечивая продвижение своих бойцов, закрыл грудью амбразуру вражеского дзота. На горе Колокольня находится один памятник (монумент в облике цифр 105,3). Окрестности Гостилицкого шоссе на участке между Порожками и Лопухинкой оказались на направлении главного удара советских войск в январе 1944 года, когда 2-я ударная армия под командованием генерала И. И. Федюнинского двинулась в наступление с Ораниенбаумского плацдарма.
Командные посты размещались тогда на горе Колокольне.
Отсюда началась операция Январский гром по снятию блокады Ленинграда. Гостилицы были освобождены от немецко-фашистских оккупантов 19 января 1944 года.
С 1963 года — в Гатчинском районе.
С 1965 года — вновь в Ломоносовском районе. В 1965 году население села Гостилицы составляло 321 человек.
По данным 1966 и 1973 годов деревня являлась административным центром Гостилицкого сельсовета. В деревне располагалась центральная усадьба совхоза «Красная Балтика». За заслуги в развитии сельского хозяйства совхоз «Красная Балтика» в 1971 году был награждён орденом Октябрьской революции.
Деревня значительно преобразилась в 1960—1970-е годы. Именно в это время началось строительство многоэтажных домов для рабочих совхоза «Красная Балтика», новой школы и детского сада. В 1971 году совхоз был награждён орденом Октябрьской Революции, вторым (с 1967 г.) по значению орденом СССР, которым сельскохозяйственные предприятия награждались крайне редко.
В 1990-х годах совхоз был преобразован в АОЗТ «Красная Балтика».
По данным 1990 года в деревне Гостилицы проживали 3885 человек. Деревня являлась административным центром Гостилицкого сельсовета в который входили 7 населённых пунктов: деревни Гостилицы, Дятлицы, Зрекино, Клясино, Красный Бор, Новый Бор, Старый Бор, общей численностью населения 4379 человек.
В 1997 году в деревне Гостилицы Гостилицкой волости проживал 3381 человек, в 2002 году — 3581 человек (русские — 94 %). В 2007 году — 3316.

## География
Деревня расположена в центральной части района на автодороге 41К-008 (Петродворец — Кейкино).
Расстояние до районного центра города (Ломоносов) — 26,8 км.
Расстояние до железнодорожной станции Ораниенбаум I — 30 км.
Деревня находится на Балтийско-Ладожском уступе — глинте, частью которого является находящаяся рядом с деревней гора Колокольня.
Через деревню протекает река Гостилка.

## Демография
| 1862 | 1997  | 2002  | 2007  | 2010  | 2017  | 2021  |
| ---- | ----- | ----- | ----- | ----- | ----- | ----- |
| 725  | ↗3381 | ↗3581 | ↘3316 | ↗3728 | ↘3325 | ↗4015 |

## Достопримечательности
- Отреставрированная церковь Троицы Живоначальной, архитектор А. В. Квасов. Церковь была построена по заказу Кирилла Разумовского в 1755—1764 годах
- Развалины дворца Потёмкиных[56]
- Чайный домик
- Развалины двухэтажного флигеля Кавалерского Корпуса XVIII века
- Два горбатых мостика на Пиличном пруду, сооружённые в 1780 году
- Фрагменты «потешной крепости» (вдоль Нагорной ул.)
- Развалины мельницы, возобновлённой Х. А. Минихом в XVIII веке. Сохранился жёрнов с выбитой на нём датой 1741 год, графской короной и вензелем «М»
- Мемориал «Гостилицкий», входящий в Зелёный пояс Славы
- Памятник «Непокорённая высота» в виде тринадцатиметровой стелы в форме цифр 105,3 на Колокольной горе

## Фото

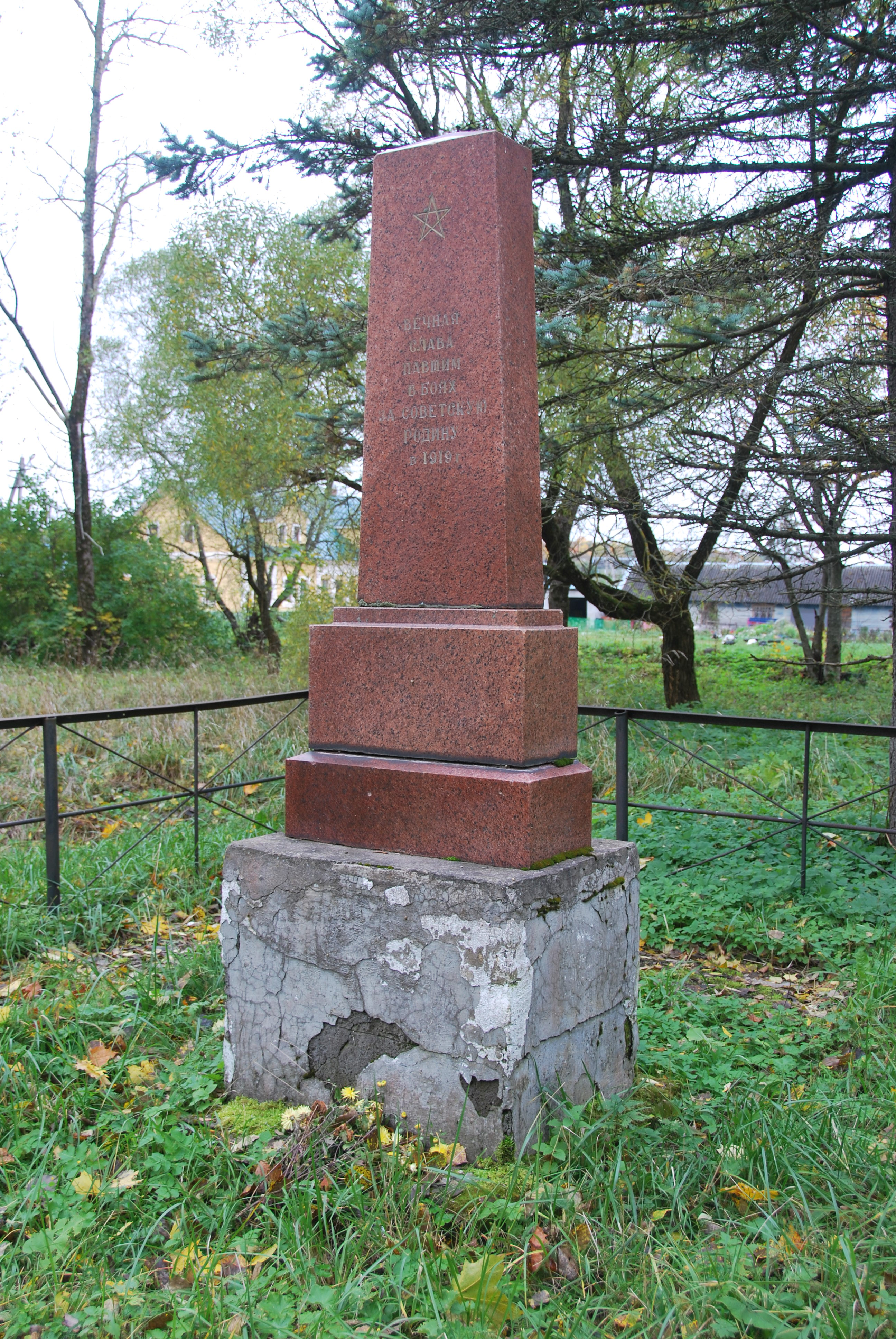
Братская могила красноармейцев
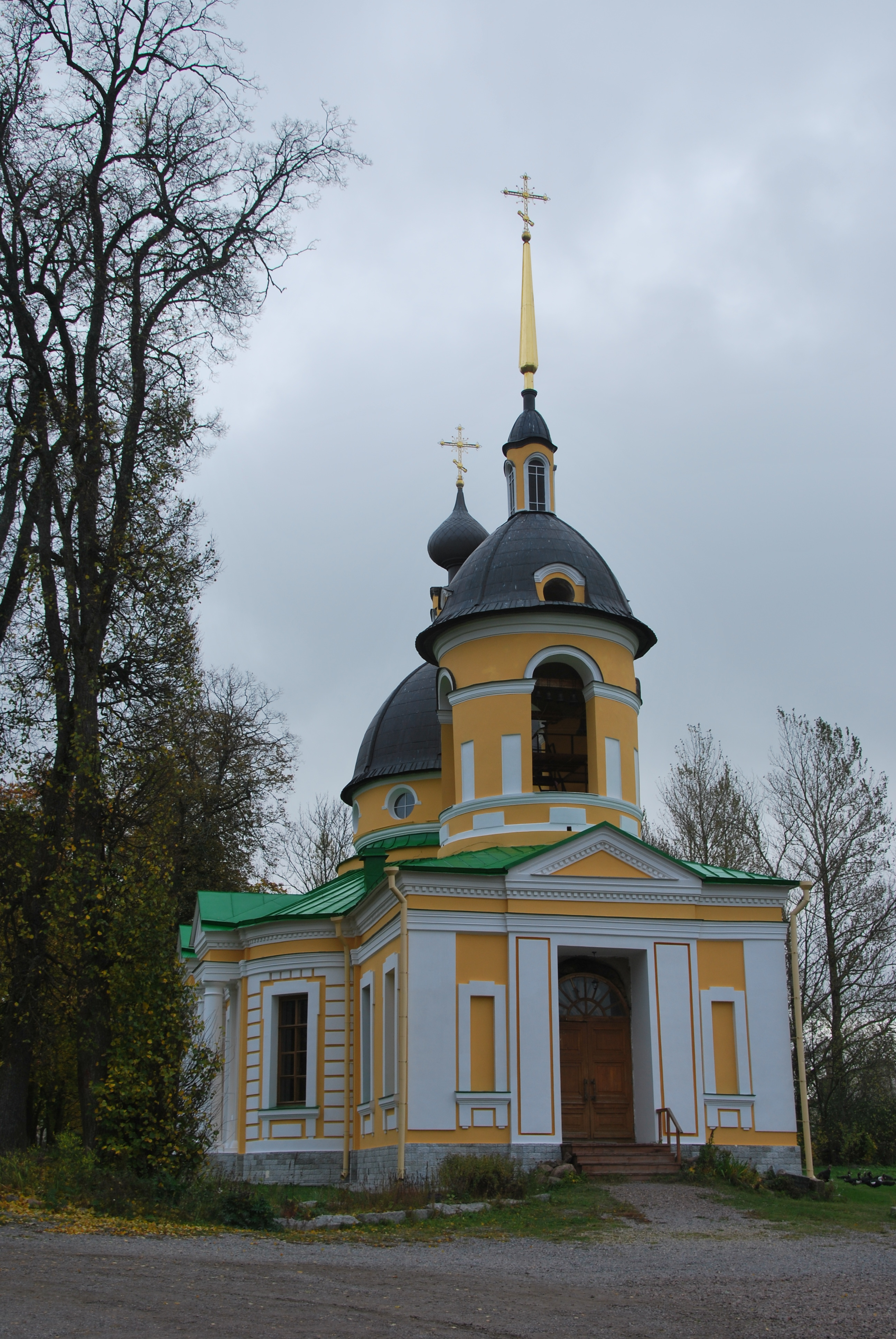
Церковь Святой Троицы
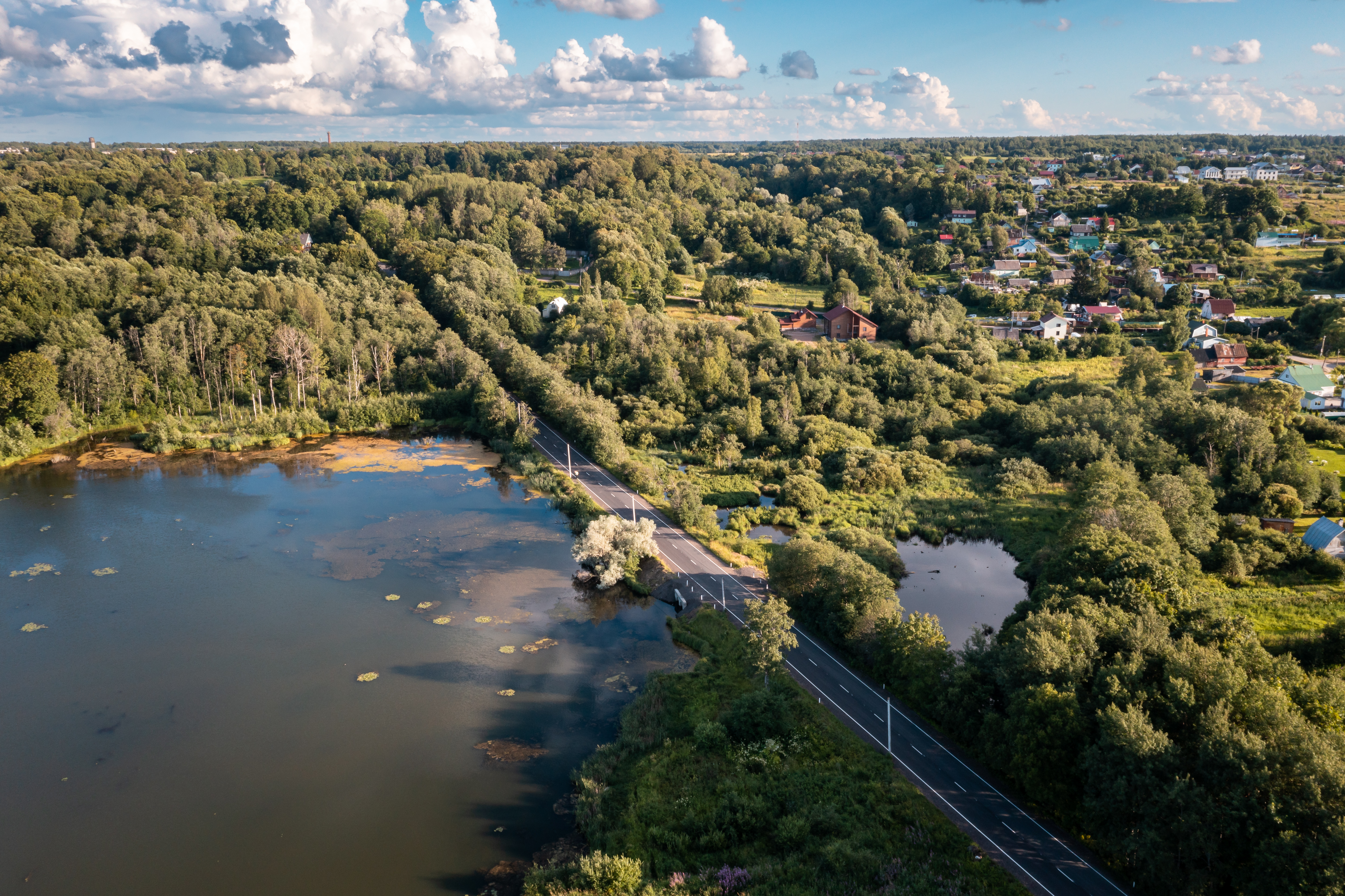
Гостилицкое озеро

## Памятники природы
- Гостилицкий ботанический заказник регионального значения
- Сеть озёр и прудов, созданных при Х. А. Минихе в XVIII веке
- Рыборазводные пруды
- Многочисленные ключи, питающие речку Гостилку
- Английский парк в усадьбе «Гостилицы» с липовыми и дубовыми аллеями
- Гора Колокольня (105,3 м)
- Гостилицкий парк
- Грот над родником в Гостилицком парке

## Транспорт
| №    | Конечная остановка 1   | Конечная остановка 2   | Перевозчик        | Примечания                                                                                                 |
| ---- | ---------------------- | ---------------------- | ----------------- | --- |
| 463  | Петергоф, вокзал       | 5-й км бетонной дороги | ООО «Вест-Сервис» | Социальный автобусный маршрут города Санкт-Петербурга. Оплата наличными не принимается.                    |
| 463А | Петергоф, вокзал       | Лопухинка              | ООО «Вест-Сервис» | Социальный автобусный маршрут города Санкт-Петербурга. Оплата наличными не принимается.                    |
| 489  | Петергоф, вокзал       | Петергоф, вокзал       | ООО «Вест-Сервис» | Кольцевой маршрут; социальный автобусный маршрут города Санкт-Петербурга. Оплата наличными не принимается. |
| 639А | Гостилицы              | Ленинский проспект     | ООО «Такси»       | |
| 681  | Копорье                | Ломоносов, вокзал      | ООО «Вест-Сервис» | |
| 682  | Ломоносов, вокзал      | 4-й км бетонной дороги | ООО «Вест-Сервис» | Социальный автобусный маршрут города Санкт-Петербурга. Оплата наличными не принимается.                    |
| 683  | Ломоносов, вокзал      | Клясино                | ООО «Вест-Сервис» | Социальный автобусный маршрут города Санкт-Петербурга. Оплата наличными не принимается.                    |
| 683А | Ломоносов, вокзал      | Красный Бор            | ООО «Вест-Сервис» | Социальный автобусный маршрут города Санкт-Петербурга. Оплата наличными не принимается.                    |
| 684  | Ломоносов, вокзал      | 5-й км бетонной дороги | ООО «Вест-Сервис» | Социальный автобусный маршрут города Санкт-Петербурга. Оплата наличными не принимается.                    |
| 685  | Копорье                | Ломоносов, вокзал      | ООО «Вест-Сервис» | |
| 685А | Ломоносов, вокзал      | Глобицы                | ООО «Вест-Сервис» | Социальный автобусный маршрут города Санкт-Петербурга. Оплата наличными не принимается.                    |
| 686  | Ломоносов, вокзал      | Горки                  | ООО «Вест-Сервис» | Социальный автобусный маршрут города Санкт-Петербурга. Оплата наличными не принимается.                    |
| 687  | Вильповицы             | Ломоносов, вокзал      | ООО «Вест-Сервис» | Часть рейсов — до Ропши, с остановками в деревне Гостилицы                                                 |
| 688  | 5-й км бетонной дороги | Ломоносов, вокзал      | ООО «Такси»       | |
| 851Д | Сланцы, автостанция    | Девяткино              | ИП Марков В. А.   | Остановка только в сторону города Сланцы                                                                   |

## Предприятия и организации
- Отделение почтовой связи № 188520
- ПАО «Сбербанк России», доп. офис № 9055/0859
- АОЗТ «Красная Балтика»
- АЗС «АПН» № 23
- Аэродром «Гостилицы»

## Улицы
Александрийская, Балтийская, Берёзовая, Верхняя, Вишневый проезд, Генерала Лященко, Горный переулок, Заозёрный переулок, Западная, Зелёная, Каштановая, Кленовая, Комсомольская, Лесная, Лиственная, Луговая, Малый переулок, Мирный переулок, Молодёжная, Нагорная, Нижняя, Новая, Новосёлов, Озёрная, Ольховая, Осиновая, Парковая, Петровская, Полевая, Родниковая, Рябиновая, Садовая, Солнечная, Сосновая, Строительная, Строительный проезд, Тихая, Усадебная, Цветочная, Центральная, Центральный переулок, Школьная, Школьный переулок, Энтузиастов, Яркий проулок.

## Садоводства
Заозёрное-3.